# Гомберг, Герц
Нафтали Герц Гомберг (нем. Naftali Herz Homberg; сентябрь 1749, Богемия — 24 августа 1841, Прага) — еврейский писатель
, видный деятель движения Хаскала, представитель Эпохи Просвещения в Австрийской империи.

## Биография
Получил обычное религиозное образование в хедерах и иешиботах, в 18-летнем возрасте заинтересовался просвещением и стал изучать и светские предметы. Под влиянием «Эмиля» Руссо и взглядов французского философа на обучение и воспитание детей, увлёкся педагогикой.
Гомберг одним из первых среди австрийских евреев сдал экзамен по философии в Венском университете и начал карьеру в просветительской системе империи. Давал частные уроки, писал комментарии, занимался книгоизданием.
В Берлине близко сошёлся с М. Мендельсоном и в течение трёх лет (1779—1782) работал учителем в доме последнего. Принимал участие в мендельсоновском издании Пятикнижия и составил комментарий к значительной части Второзакония. После издания императором Иосифом II «толерантного эдикта» Гомберг вернулся в Австрию в надежде получить там государственную службу. После сдачи экзамена при Пражском университете получил назначение репетитором при университете, но император в этой должности не утвердил его. Назначенный (1784) инспектором еврейских нормальных училищ в Галиции, Гомберг возбудил против себя ортодоксальное еврейство.
Видя в традиционном еврействе одни лишь предрассудки, а в правительстве — олицетворение прогресса и культуры, он считал необходимым насильно «просветить» еврейскую массу. В выпущенном им в Лемберге в 1788 г. воззвании к раввинам (Igeret el Roe Seh pesurah be-Israel) он предупреждал последних, что, если они не пойдут навстречу просветительным намерениям правительства, тогда он «доложит обо всём высшим сановникам и как те решат, так и будет». Шесть лет спустя, убедившись в упорстве ортодоксов, Гомберг обратился к австрийскому правительству с предложением насильно ввести религиозные реформы в еврействе.
По его уверению, в евреях укоренилась национальная и религиозная гордость, которую необходимо уничтожить; правительство должно очистить иудейство от приставшей к нему грязи. Кроткие меры Иосифа II, по его мнению, не привели к цели; чтобы положить конец еврейской обособленности, следует закрыть иешиботы и религиозные школы и оставить лишь иешибот в Праге. Нужно также запретить еврейский язык в школе; раввины не нужны; наставники назначаются правительством. Необходимо также избрать комитет для пересмотра еврейских книг, и всякое изречение, возбуждающее религиозную нетерпимость или порождающее суеверие и предрассудки, должно быть совершенно изъято из употребления. Сам Гомберг составил впоследствии список религиозных книг, полных, по его мнению, суеверия и неприязни к другим народам. По его инициативе был введен в конце XVIII в. ненавистный еврейской массе налог — «свечной сбор».
Всё это вызвало глубокую неприязнь к нему среди галицийского ортодоксального еврейства, которое видело в нём опасного «еретика» и «совратителя», а в нормальных школах — очаг безверия. Во Львове, где жил Гомберг, никто из евреев не хотел сдать ему в наём квартиру, и даже много лет после его смерти являлся в Галиции героем всяких сказаний, рисующих его как ненавистника традиционного еврейства, старавшегося всенародно осмеять освященные временем обряды.
В конце XIX века Гомберга отозвали в Вену, чтобы отправить в Богемию, где он должен был повторить сделанное на Галичине. Гомберг несколько задержался на Галичине, но всё же поехал в столицу, а затем на чешские земли. Его галицкий период активной реформационной деятельности был отмечен наивысшими государственными наградами.
После закрытия еврейских училищ (1806) Гомберг состоял в Вене цензором еврейских книг, затем преподавал религиозную философию в Праге. Написал ряд религиозно-этических руководств и катехизисов. Самый значительный из них «Imre Schefer» (на древнееврейском и немецком языках, 1802; часто переиздан), в котором наиболее полно и систематически изложены взгляды и чаяния тогдашних маскилим. Его катехизис «Bne Zion» (1812) был особенно нелюбим ортодоксальным еврейством, так как его изучение стало в Богемии обязательным для желающих вступить в брак.